# کاتیا گلیسون
کاتیا آنجلیک گلیسون (زاده ۱۹ اوت ۱۹۹۶)، معروف به کاتیا گلیسون، خواننده استرالیایی-آلمانی اهل ملبورن است. او برای اولین بار در سال ۲۰۱۴ با بازی " السا " در ویدیوی یوتیوپ، که در آن با سفید برفی رپ می‌خواند، شناخته شد، که در پرز هیلتون، کاسموپولیتن، هاف‌پست، ام‌تی‌وی نمایش داده شده‌است. گلیسون موزیک ویدیویی به نام "Come Thru" منتشر کرد که بیش از هفت میلیون بازدید در یوتیوب به دست آورد.